# Ecco: The Tides of Time
Ecco: The Tides of Time är det andra spelet i Ecco the Dolphin-serien, och uppföljaren till spelet Ecco the Dolphin. Spelet släpptes till Sega Mega Drive, Sega Game Gear och Mega-CD 1994, efter att ha utvecklats av Novotrade International.
När Ecco har blivit äldre stöter han på delfinen Trellia från framtiden. Tillsammans reser de i tiden för att rädda Jorden.

### Fotnoter
1. ↑  ”Ecco: The Tides of Time” (på engelska). Gamefaqs. Arkiverad från originalet den 6 maj 2014. https://web.archive.org/web/20140506172708/http://www.gamefaqs.com/genesis/586157-ecco-the-tides-of-time. Läst 3 maj 2014.